# Southside Double-Wide: Acoustic Live
Southside Double-Wide: Acoustic Live – album zespołu Sevendust zawierający nagrane na żywo akustyczne wersje piosenek z poprzednich albumów.

## Lista utworów
1. "Trust"
2. "Seasons"
3. "X-Mas Day"
4. "Beautiful"
5. "Follow"
6. "Skeleton Song"
7. "Disgrace"
8. "Hurt" (Nine Inch Nails Cover)
9. "Angel's Son"
10. "Rumblefish (Assdrop)"
11. "Too Close to Hate"
12. "Black"
13. "Prayer"
14. "Bitch"
15. "Broken Down" (Studio Acoustic Version) (Bonus Track)